# Mads Mensah Larsen
Mads Mensah Larsen (ur. 12 sierpnia 1991 r. w Holbæku) – duński piłkarz ręczny ghańskiego pochodzenia, reprezentant kraju, grający na pozycji środkowego rozgrywającego. Od 2020 roku jest zawodnikiem SG Flensburg-Handewitt.
Uczestnik dwóch igrzysk olimpijskich: (Rio de Janeiro 2016, Tokio 2020), na których zdobył dwa medale – złoty i srebrny.

## Sukcesy

### Reprezentacyjne
Igrzyska olimpijskie:
- Rio de Janeiro 2016
- Tokio 2020

Mistrzostwa świata:
- Niemcy/Dania 2019, Egipt 2021, Polska/Szwecja 2023
- Hiszpania 2013

Mistrzostwa Europy:
- Dania 2014
- Słowacja/Węgry 2022

Mistrzostwa świata U-21:
- Grecja 2011

### Klubowe
Liga Mistrzów:
- 2011/2012

Mistrzostwa Danii:
- 2011/2012, 2012/2013
- 2013/2014

Puchar Danii:
- 2011

Mistrzostwa Niemiec:
- 2015/2016, 2016/2017
- 2014/2015, 2017/2018

Puchar Niemiec:
- 2017/2018

## Nagrody indywidualne
- Najlepszy środkowy rozgrywający Mistrzostw Świata U-21 2011